# Jill Vernekohl

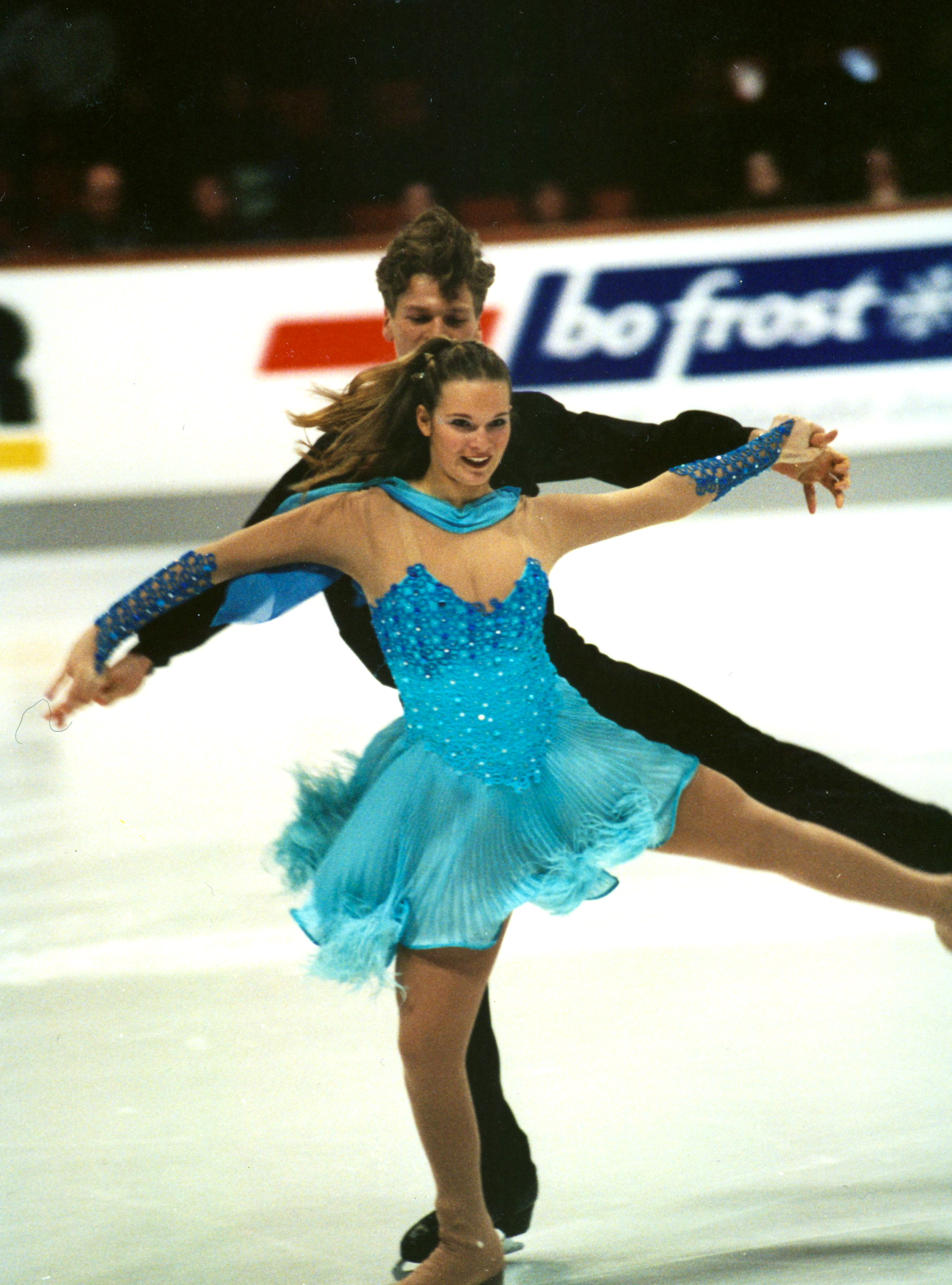
Jill Vernekohl (2002)

Jill Vernekohl (* 10. November 1980 in Bochum) ist eine deutsche Eiskunstläuferin. 

## Biografie
Jill Vernekohl begann im Alter von fünf Jahren mit dem Eislaufen. 1998 wurde sie mit Jan Luggenhölscher deutsche Juniorenmeisterin im Eistanz. Das Paar startete für den TSC Eintracht Dortmund. Kurz vor der Juniorenweltmeisterschaft 2000 in Oberstdorf trennte sich das Paar. 
Ihr neuer Partner wurde der Este Dimitri Kurakin. Mit ihm wurde Jill Vernekohl zweimal deutsche Vizemeisterin hinter Kati Winkler und René Lohse. Erster und zugleich letzter internationaler Titelkampf war die Europameisterschaft 2002, bei der das Paar nach dem Originaltanz verletzt aufgeben musste. Bald danach beendeten beide Läufer ihre Amateurlaufbahn.
Zusammen mit Kurakin wirkte sie mehrfach bei „Musical on Ice“ in Dinslaken mit. Heute trainiert sie den Nachwuchs der ERG Iserlohn.

## Erfolge/Ergebnisse
wenn nicht anders angegeben, mit Dimitri Kurakin
Juniorenweltmeisterschaften
- 1999 – 11. Rang (mit Jan Luggenhölscher) – Zagreb

Europameisterschaften
- 2002 – nach Originaltanz krankheitsbedingt aufgegeben – Lausanne

Deutsche Meisterschaften
- 1998 – 1. Rang (Junioren; mit Jan Luggenhölscher)
- 2001 – 2. Rang
- 2002 – 2. Rang

Grand-Prix-Wettbewerbe
- 2001 – 8. Rang – Sparkassen Cup, Gelsenkirchen
- 2001 – 9. Rang – Skate America, Colorado Springs
- 2002 – 10. Rang – Bofrost Cup, Gelsenkirchen